# 2747 Český Krumlov
2747 Český Krumlov è un asteroide della fascia principale del diametro medio di circa 32,63 km. Scoperto nel 1980, presenta un'orbita caratterizzata da un semiasse maggiore pari a 3,0968620 au e da un'eccentricità di 0,1288708, inclinata di 5,82372° rispetto all'eclittica.
Fa parte della famiglia di asteroidi Hygiea.
L'asteroide è dedicato alla omonima città della Repubblica Ceca.